# Irène Schweizer & Louis Moholo
Irène Schweizer & Louis Moholo ist ein Musikalbum von Irène Schweizer und Louis Moholo. Die am 8. November 1986 live beim Zürich International Festival entstandenen Aufnahmen erschienen 1987 auf Intakt Records.

## Hintergrund
Die Musik dieser ursprünglich auf Schallplatte erschienenen Aufnahme war als eine Art Statement zu den politischen Wirren Südafrikas konzipiert und präsentiert, insbesondere zur Inhaftierung Nelson Mandelas, zur Apartheid und vielem mehr. Der südafrikanische Schlagzeuger Louis Moholo und die Schweizer Pianistin Irene Schweizer spielten eine Reihe von Duetten, die 1986 beim Internationalen Jazzfestival in Zürich live aufgenommen wurden. Die Musik besteht aus drei gemeinsamen Improvisationen – darunter „Exile“, eine lange, dreiteilige Suite zum Abschluss des Auftritts, sowie „Angel“ von Dudu Pukwana.

## Titelliste
- Irene Schweizer / Louis Moholo – Irène Schweizer & Louis Moholo (Intakt Records Intakt 006)[2]

1. Free Mandela! 5:40
2. Mra (Dudu Pukwana, Irene Schweizer, Louis Moholo) 7:20
3. Angel (Dudu Pukwana) 5:00
4. Exile 20:00
  1. Song for Johnny Dyani
  2. Africa(na) Memories
  3. We Will Win the War

Wenn nicht anders vermerkt, stammen die Kompositionen von Irene Schweizer und Louis Moholo.

## Rezeption

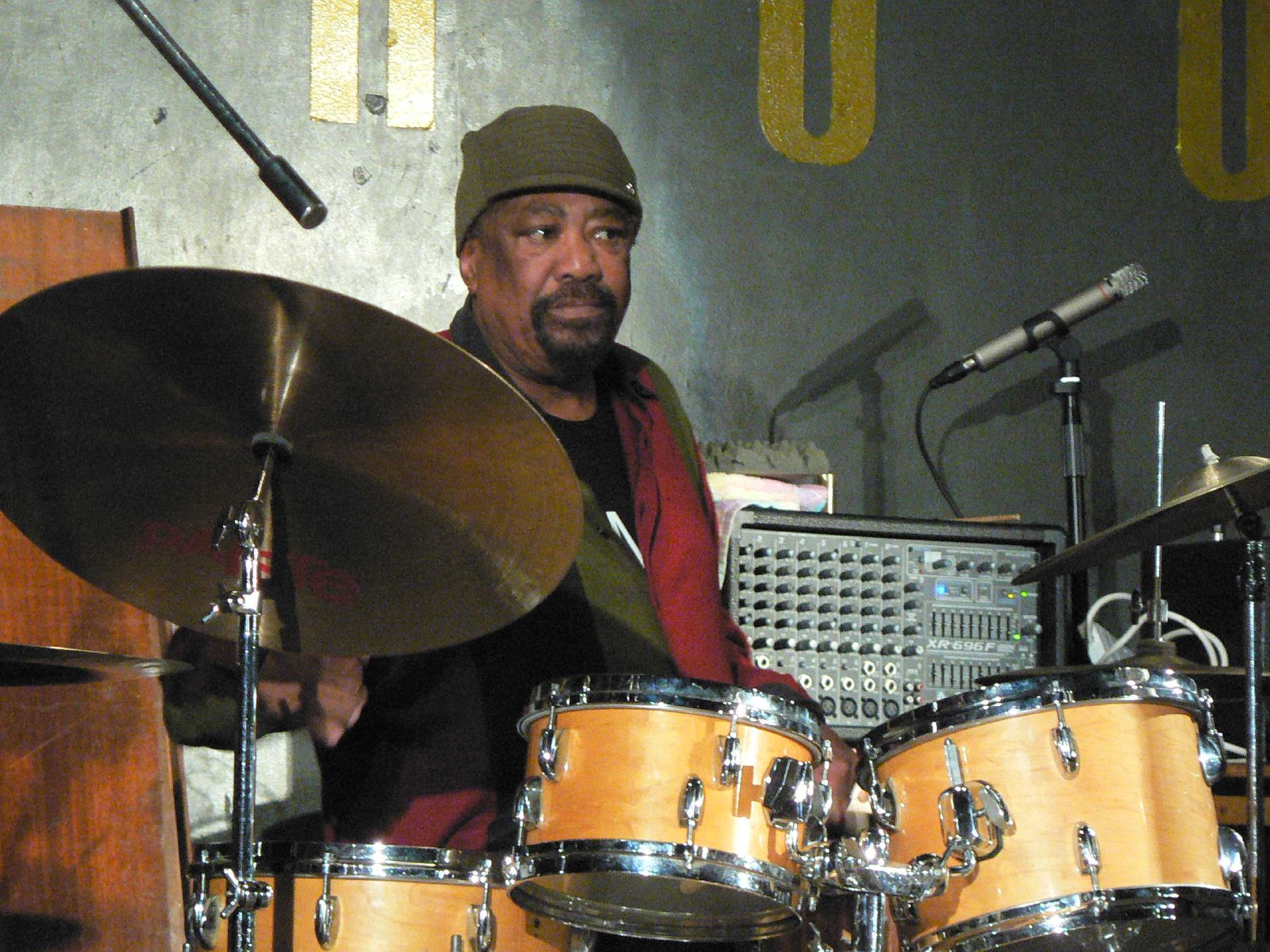
Louis Moholo (2007)

Thom Jurek verlieh dem Album in Allmusic die Höchstbewertung von fünf Sternen und schrieb, der Mitschnitt vom Auftritt der Pianistin Irene Schweizer und des Schlagzeugers Louis Moholo beim Internationalen Jazzfestival Zürich zähle zu den Höhepunkten in der Karriere beider Künstler. Obwohl es nur knapp 40 Minuten dauert, sei die Kommunikation und die pure Magie zwischen den beiden Musikern nahezu beispiellos. Die Suite „Exile“ und die herzzerreißend schöne Interpretation von „Angel“ des verstorbenen Dudu Pakwana trage eher Moholos melodische afrikanische Wurzeln als Schweizers europäische freie Improvisationsmagie in sich, obwohl diese zweifellos vorhanden sei.
Nach Ansicht von Glenn Astarita, der das Album in All About Jazz rezensierte, seien Schweizers unübertroffenes Talent und ihre Vorliebe für Aufnahmen mit angesehenen Jazz-Schlagzeugern auf Tonträgern bestens dokumentiert. Ihre in dieser Zeit stattfindenden Auftritte mit Pierre Favre, Han Bennink, Günter Sommer und Andrew Cyrille würden ihr feines Gehör und ihr Verständnis für unterschiedliche Stile in der Gesellschaft von Weltklasse-Schlagzeugern verdeutlichen. „Exile“ sei eine Glanzleistung: Die beiden Meister demonstrierten enorme Kraft und Entschlossenheit, während sie mühelos durch eine Flut von Motiven wirbeln, inklusive aller Wendungen. Der weltliche Ansatz und die „Nonstop-Action“ seien stellenweise atemberaubend.